# Ernesto Ragazzoni
Ernesto Ragazzoni (Orta San Giulio, 8 gennaio 1870 – Torino, 5 gennaio 1920) è stato un poeta, traduttore e giornalista italiano.

## Biografia
Figlio di un ufficiale dell'esercito e proprietario terriero (il maggiore Giovanni Ragazzoni), si diplomò ragioniere nel 1887. Appassionato di letteratura, nel 1891 pubblicò ne Il cittadino novarese i primi racconti e la raccolta di poesie Ombra, che comprendono anche traduzioni da Goethe, Edgar Allan Poe e Victor Hugo, nella tradizione della scapigliatura milanese.
Nel 1892, lasciato dopo pochi mesi l'impiego in banca, ne Il novelliere del popolo iniziò a pubblicare a puntate, come allora usava, il romanzo d'appendice L'ultima dea, che verrà continuato da altri. Nel 1893, trasferitosi a Torino, fu impiegato delle ferrovie ma continuò la sua attività letteraria, collaborando ai periodici La Farfalla e La Gazzetta Letteraria e al quotidiano La Stampa, conoscendo gli scrittori Guido Gozzano e Francesco Pastonchi, il filologo Gustavo Balsamo-Crivelli, il professore universitario Zino Zini.
Il 16 aprile 1899 sposò la giornalista Felicita Rey, figlia di un colonnello dei bersaglieri. Interessato alla letteratura inglese, nel 1899 e nel 1900 pubblicò alcuni saggi nella rivista bergamasca Emporium su Robert Louis Stevenson e Jerome K. Jerome. Affascinato da Nietzsche, ne assorbì la critica alla civiltà moderna e l'esaltazione dell'individuo libero dalle convenzioni «borghesi», insieme a concezioni teosofiche e occultistiche, costruendosi un complesso di confuse ideologie anarchiche che espresse negli articoli del bisettimanale monarchico la Gazzetta di Novara, di cui era diventato direttore nel 1901.
A causa di ciò, fu licenziato dalla proprietà del settimanale, specie per i suoi attacchi alla «buona società» novarese, e tornò a La Stampa, divenendone corrispondente estero: nel 1904 fu a Parigi, poi a Londra e poi ancora, dal 1912 al 1918, a Parigi. Tornato in Italia, passò al Resto del Carlino di Bologna e nel 1919 al Tempo di Roma.
 Morì di cirrosi epatica a Torino il 5 gennaio 1920 e fu sepolto a Piossasco. Eugenio Montale liquidò il valore della sua opera poetica avvicinandolo a quello del Prode Anselmo di Giovanni Visconti Venosta.

## Omaggi e riconoscimenti
Il Comune di Torino gli ha dedicato una via, nella zona del Parco Colletta, mentre il suo comune natale, Orta San Giulio, gli ha dedicato l'omonima piazza del centro storico.
Figura tra i personaggi principali del romanzo di Marco Malvaldi Buchi nella sabbia (Sellerio, 2015): il titolo stesso proviene da una filastrocca del Ragazzoni, integralmente citata da Malvaldi e presente anche nell'omonima antologia einaudiana citata in bibliografia.

### Opere
- Ombra, Tipografia Operaia, Novara, 1891
- Edgar Allan Pöe, con Federico Garrone, Roux Frassati, Torino, 1896
- Poesie (Seguite dalle versioni ritmiche da Edgar Poe), Torino, Casa Editrice Giovanni Chiantore Successore Ermanno Loescher, 1927
- Poesie, a cura di Arrigo Cajumi, Aldo Martello Editore, Milano, 1956
- Poesie e prose, Scheiwiller, Milano, 1978
- Le mie invisibilissime pagine, Sellerio, Palermo 1993
- I bevitori di stelle e altre poesie, Scriptorius, Orta San Giulio 1997
- Buchi nella sabbia e pagine invisibili. Poesie e prose, Einaudi, Torino, 2000, con introduzione di Sebastiano Vassalli.
- L'ultima dea, Interlinea, Novara, 2004, ISBN 8882124231

### Studi
- A. Viviani, Ombre del mio tempo, Milano, 1960
- E. Montale, Letture: Ragazzoni, in «Il secondo mestiere" prose 1920 -1979», a cura di G. Zampa, Mondadori, Milano 1996
- C. Bermani, Parole che ridono. A proposito di Ernesto Ragazzoni. Con un'appendice di poesie inedite e scritti dimenticati, Odradek, 2004
- C. Bermani, Ernesto Ragazzoni giornalista e poeta (Con un'appendice di articoli giornalistici), Colibrì, 2016, ISBN 978-88-97206-31-6